# Air Memphis
Air Memphis fue una aerolínea chárter con base en El Cairo, Egipto. Su principal centro de operaciones era el Aeropuerto Internacional de El Cairo, con un segundo centro de operaciones en el Aeropuerto Internacional de Asuán, en Asuán.

## Historia
La aerolínea se fundó en agosto de 1995 y comenzó sus operaciones en marzo de 1996. Tenía 530 empleados en marzo de 2007.
La aerolínea cesó sus operaciones en 2013.

## Incidentes
El 31 de mayo de 2006, un DC-9 de Air Memphis experimentó fallos de motor poco después de despegar del Aeropuerto Internacional de Bagdad sobre las 8 PM (hora local). Después de transferir el combustible, el DC-9 regresó al aeropuerto donde efectuó un aterrizaje de emergencia. No se notificaron heridos o muertos. tras más de 24 horas, uno de los Airbus de Air Memphis llegó para transportar a los aproximadamente cien pasajeros a su destino de El Cairo. El DC-9 permaneció estacionado en el aeropuerto internacional de Bagdad durante más de una semana después del incidente, si bien ahora vuelve a estar en servicio.

## Flota
La flota de Air Memphis incluía los siguientes aviones (a enero de 2011):
La edad media de la flota de Air Memphis es de 14 años